# Feeling the Heat (CSI)
«Feeling the Heat», titulado en español «Sintiendo el calor», es el cuarto episodio la cuarta temporada de la serie de televisión estadounidense de la CBS, CSI: Crime Scene Investigation, que se desarrolla en Las Vegas, Nevada. Fue estrenado el 23 de octubre de 2003. 

## Sinopsis
Durante una ola de calor, Grissom y Catherine investigan la muerte de un bebé que fue encontrado muerto encerrado dentro de un auto. Nick y Sara investigan la muerte de una mujer que fue encontrada flotando en un lago con una herida en la cabeza. Warrick investiga un caso de un hombre que murió en su casa de una aparente hipertermia.